# Charlie Munger
Charlie Munger (anglès: Charles Thomas Munger)  (Omaha, 1 de gener de 1924 - Santa Barbara, 28 de novembre de 2023) va ser un multimilionari inversor, empresari, antic advocat immobiliari, dissenyador arquitectònic i filantrop nord-americà. Fou vicepresident de Berkshire Hathaway, el conglomerat controlat per Warren Buffett; Buffett ha descrit a Munger com el seu soci més proper i la seva mà dreta. Munger va ser president de Wesco Financial Corporation del 1984 al 2011. També era president de la Daily Journal Corporation, amb seu a Los Angeles, Califòrnia, i director de Costco Wholesale Corporation.

## Biografia
Munger va néixer a Omaha, Nebraska. Quan era adolescent, va treballar a Buffett & Son, una botiga de queviures propietat de l'avi de Warren Buffett. El seu pare, Alfred Case Munger, era advocat. El seu avi era Thomas Charles Munger, jutge del tribunal de districte i representant estatal.
Es va matricular a la Universitat de Michigan, on va estudiar matemàtiques. Durant la seva etapa a la universitat, es va unir a la fraternitat Sigma Phi Society. A principis de 1943, pocs dies després del seu 19è aniversari, va abandonar la universitat per servir al cos aeri de l'exèrcit dels Estats Units, on es va convertir en segon lloctinent. Després de rebre una puntuació elevada a la prova de classificació general de l'exèrcit, se li va ordenar estudiar meteorologia a Caltech a Pasadena, Califòrnia, la ciutat on havia de ser la seva casa.
A través del GI, Bill Munger va fer diversos cursos avançats a través de diverses universitats. Quan va sol·licitar l'alma mater del seu pare, la Facultat de Dret de Harvard, el degà d'admissions el va rebutjar perquè Munger no havia acabat el grau. No obstant això, el degà va cedir després d'una trucada de Roscoe Pound, l'ex degà de Harvard Law i un amic de la família Munger. Munger va destacar a la facultat de dret, graduar magna cum laude amb JD el 1948. A Harvard, va ser membre de l'Oficina d'Assistència Jurídica de Harvard.
A la universitat i a l'exèrcit, va desenvolupar "una habilitat important": el joc de cartes. "El que heu d'aprendre és doblegar aviat quan les probabilitats són contra vosaltres, o si teniu un gran avantatge, recolzeu-lo molt perquè no teniu un gran avantatge sovint. L'oportunitat arriba, però no arriba sovint, així que aprofiteu-la quan arribi”.

## Carrera com a inversor
Es va traslladar amb la seva família a Califòrnia, on es va unir al bufet d'advocats Wright & Garrett (més tard Musick, Peeler i Garrett). El 1962 va fundar i treballar com a advocat immobiliari a Munger, Tolles & Olson LLP. Després va abandonar la pràctica del dret per concentrar-se en la gestió d'inversions i més tard es va associar amb Otis Booth en el desenvolupament immobiliari. Després es va associar amb Jack Wheeler per formar Wheeler, Munger i Company, una empresa d'inversió amb seu a la Borsa de Val de la Costa del Pacífic. Va acabar amb Wheeler, Munger i Companyia el 1976, després de pèrdues del 32% el 1973 i del 31% el 1974.
Tot i que Munger és més conegut per la seva associació amb Buffett, va dirigir una associació d'inversió pròpia del 1962 al 1975. Segons l'assaig de Buffett " The Superinvestors of Graham-and-Doddsville ", publicat el 1984, l'associació d'inversions de Munger va generar rendiments anuals compostos del 19,8% durant el període 1962-75 en comparació amb una taxa d'apreciació anual del 5,0% per al Dow Jones.
Munger anteriorment era el president de Wesco Financial Corporation, ara una filial de Berkshire Hathaway. Va començar com una associació d'estalvis i préstecs, però finalment va passar a controlar Precision Steel Corp., CORT Furniture Leasing, Kansas Bankers Surety Company i altres empreses. Wesco Financial també tenia una cartera de renda variable concentrada de més de 1.500 milions de dòlars EUA en empreses com Coca-Cola, Wells Fargo, Procter & Gamble, Kraft Foods, US Bancorp i Goldman Sachs. Munger creu que mantenir un nombre concentrat d'accions que sap extremadament bé produirà rendiments superiors a llarg termini.
Wesco té la seva seu a Pasadena, Califòrnia, la ciutat natal adoptada per Munger. Pasadena també va ser el lloc de la reunió anual d'accionistes de la companyia, que normalment se celebrava el dimecres o dijous després de la reunió anual més famosa de Berkshire Hathaway. Les reunions de Munger van ser gairebé tan llegendàries a la comunitat inversora com les que conviu amb Buffett a Omaha. Aquestes reunions sovint no funcionaven, però Munger va interactuar amb els altres accionistes de Wesco amb una durada considerable, de vegades especulant sobre què faria Benjamin Franklin en una situació determinada. S'han publicat notes de reunions a Futile Finance? lloc web, però no hi ha actualitzacions més enllà del 2011.
Munger és també el president de la Daily Journal Corporation. Des que van acabar les reunions del Wesco, la reunió anual del Daily Journal ha guanyat importància, ja que els inversors van acudint a la reunió per escoltar-lo parlar llargament.

## Filosofia d'inversió

### "Saviesa elemental i mundana"
En diversos discursos i al llibre Poor Charlie's Almanack: The Wit and Wisdom of Charles T. Munger, la "saviesa mundana" consisteix en un conjunt de models mentals emmarcats com a entramat per ajudar a resoldre problemes empresarials crítics.
Munger, juntament amb Buffett, és una de les principals inspiracions del llibre Seeking Wisdom: From Darwin to Munger. L'autor Peter Bevelin va explicar els seus aprenentatges clau tant de Munger com de Buffett en una entrevista del 2007: "Com pensar sobre les empreses i la inversió, com comportar-se a la vida, la importància de l'ètica i l'honestedat, com abordar els problemes, però sobretot com reduir l'oportunitat de problemes de reunions". Bevelin va afirmar que anteriorment, "li faltava la capacitat de Munger per desaprendre les meves pròpies idees més estimades".
Munger afirma que els alts estàndards ètics són fonamentals en la seva filosofia; a la reunió anual de Wesco Financial Corporation 2009, va dir: "Les bones empreses són empreses ètiques. Un model de negoci que es basa en engany està condemnat a fracassar". Durant una entrevista i sessió de preguntes i respostes a Harvard-Westlake School el 19 de gener de 2010, Munger es va referir al filòsof nord-americà Charles Frankel en la seva discussió sobre la crisi financera del 2007-2008 i la filosofia de la responsabilitat. Munger va explicar que Frankel creia:
| «          | ... el sistema és responsable en proporció al grau en què les persones que prenen les decisions en tenen les conseqüències. Per tant, per a Charlie Frankel, no creeu un sistema de préstec on totes les persones que els concedeixin els aboquin ràpidament contra algú a través de mentides i pèls, i no en assumeixen la responsabilitat quan els préstecs són bons o dolents. Per a Frankel, això és amoral, és un sistema irresponsable. | » |
| — Frankel, | |   |

### Efecte Lollapalooza
Munger utilitza el terme "efecte Lollapalooza" per a múltiples biaixos, tendències o models mentals que actuen de manera composta entre si al mateix temps en la mateixa direcció. Amb l'efecte Lollapalooza, que és un model mental, el resultat és sovint extrem, a causa de la confluència dels models mentals erronis, els biaixos o les tendències que actuen junts, augmentant molt la probabilitat d'actuar irracionalment.
Durant una xerrada a Harvard el 1995 titulada The Psychology of Human Misjudgment, Munger esmenta les festes de Tupperware i les subhastes de crits oberts, on explicava que "tres, quatre, cinc d'aquestes coses funcionen juntes i converteixen els cervells humans en bolets", el que significa que les persones normals seran molt susceptibles de sucumbir a les múltiples tendències irracionals que actuen en la mateixa direcció. A la festa de Tupperware, teniu tendència de reciprocitat, coherència i compromís i proves socials. ('amfitriona va organitzar la festa i la tendència és a correspondre; dius que t'agraden certs productes durant la festa, de manera que comprar seria coherent amb els punts de vista que t'has compromès; hi ha gent que compra, que és la prova social.)
A la subhasta de crits oberts, hi ha proves socials d'altres ofertes, tendència a la reciprocitat, compromís amb la compra de l'article i síndrome de super-reacció de privació, és a dir, sentit de la pèrdua. Aquesta última és la sensació de pèrdua d'un individu del que creu que hauria de ser (o és) seu. Aquests biaixos sovint es produeixen a nivell conscient o subconscient, tant a escala microeconòmica com macroeconòmica.

### Principi d'inversió
Munger és famós per la seva cita Tot el que vull saber és on em moriré, així que no hi aniré mai. Aquest pensament es va inspirar en el matemàtic alemany Carl Jacobi que sovint resolia problemes difícils seguint una estratègia senzilla: man muss immer umkehren (o poc traduït, "invertir, sempre invertir".
"Jacobi sabia que és en la naturalesa de les coses que molts problemes difícils es resolen millor quan es tracten cap enrere", aconsella Munger. "De fet, molts problemes no es poden resoldre endavant".

### Crítica a les criptomonedes i a Robinhood
Munger és crític amb les criptomonedes, referint-se a Bitcoin en particular com a "verí nociu". Munger també va comparar Robinhood amb el joc, i va dir que el seu èxit es deu a "la gent que sap aprofitar essencialment els instints del joc, no només del públic nord-americà, del públic mundial" i va explicar per què creu que les inversions individuals sense comissions equivalen a jocs d'atzar. "Si ateneu aquestes fitxes de joc, quan la gent tingui diners a la butxaca per primera vegada i els digueu que poden fer 30 o 40 o 50 transaccions al dia i no els cobreu cap comissió, però vosaltres ' venent el flux de comandes o el que sigui, espero que no en tinguem més."

## Riquesa i filantropia
Al gener de 2021, Munger té un patrimoni net estimat de 1.900 milions de dòlars segons Forbes.

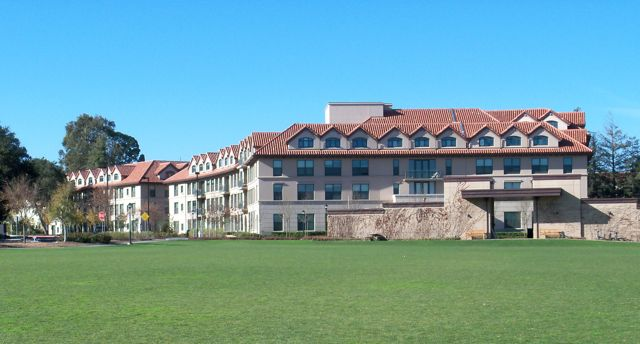
Graduate Residence de Munger a la Universitat Stanford

Munger és un important benefactor de la Universitat de Michigan. El 2007, Munger va fer un regal de 3 milions de dòlars a la Facultat de Dret de la Universitat de Michigan per millores d'il·luminació a Hutchins Hall i el William W. Cook Legal Research Building, inclosa la coneguda Sala de lectura. El 2011, Munger va fer un altre regal a la Facultat de Dret, aportant 20 milions de dòlars per a la renovació del complex d'habitatges del Club d'Advocats, que cobrirà la majoria del cost de 39 milions de dòlars. La renovada porció del Club d'Advocats passarà a denominar-se Charles T. Munger Residences al Club d'Advocats en honor seu.
El 1997, els Mungers van donar 1,8 milions de dòlars a la Marlborough School de Los Angeles, de la qual Nancy Munger era alumna. La parella també va fer donacions a l' Escola Politècnica Superior de Pasadena i a la YMCA de Los Angeles.
El 28 de desembre de 2011, Munger va donar 10 accions de les accions de classe A de Berkshire Hathaway (valorades actualment en 422.214 dòlars per acció, o 4,22 milions de dòlars en total) a la Universitat de Michigan.
Munger i la seva difunta esposa Nancy B. Munger han estat els principals benefactors de la Universitat Stanford. Nancy Munger era alumna de Stanford, i Wendy Munger, filla de Charlie Munger d'un matrimoni anterior, també era alumna (AB 1972). Tant Nancy com Wendy Munger van formar part del patronat de Stanford. El 2004, els Mungers van donar 500 accions de les accions de classe A de Berkshire Hathaway, valorades llavors en 43,5 milions de dòlars, a Stanford per construir un complex d'habitatges per a estudiants de postgrau.
Munger no ha signat The Giving Pledge que va començar el seu soci Warren Buffett i el codirector, Bill Gates, i ha declarat que "no ho pot fer" perquè "[ell] ja ha transferit molt a [els seus fills que [ell] ja ho ha violat".

### Treballs arquitectònics
El 18 d'abril de 2013, la Universitat de Michigan va anunciar el regal més gran de la seva història: un regal de 110 milions de dòlars de Munger per finançar una nova residència "estat de l'art" dissenyada per fomentar una comunitat d'estudiosos, on estudiants graduats de múltiples disciplines pot viure i intercanviar idees. El regal inclou 10 milions de dòlars per a beques d' estudiants de postgrau. Munger va dissenyar la residència, que alberga 600 habitacions individuals, la majoria dissenyades per no tenir finestres.
La residència de graduats de Munger, finançada i dissenyada pel mateix Munger, va obrir a finals del 2009 i ara acull 600 estudiants de dret i postgraduats. La família Munger va fer un regal important a la Biblioteca Verda de Stanford per finançar la restauració de l'ala Bing, així com la construcció d'una rotonda al segon pis de la biblioteca, i va dotar la càtedra Munger de Nancy i la professora de negocis Charles Munger a la Stanford Law School.
Munger ha estat administrador de la Harvard-Westlake School de Los Angeles durant més de 40 anys, i anteriorment va exercir de president del consell d'administració. Els seus cinc fills i fillastres, així com almenys un net, es van graduar a l'escola preparatòria. El 2009, Munger va donar vuit accions de les accions de classe A de Berkshire Hathaway, per valor de gairebé 800.000 dòlars, a Harvard-Westlake. El 2006, Munger va donar 100 accions de les accions de classe A de Berkshire Hathaway, valorades llavors en 9,2 milions de dòlars, a l'escola per a una campanya de construcció al campus de secundària de Harvard-Westlake. Anteriorment, els Mungers havien fet un regal per construir el Munger Science Center de 13 milions de dòlars al campus de l'escola secundària, una aula de dos pisos i un laboratori que es va inaugurar el 1995 i que s'ha descrit com "el somni d'un professor de ciències". Munger va influir substancialment en el disseny del Centre de Ciències.
L'octubre de 2014, Munger va anunciar que donaria 65 milions de dòlars a l' Institut Kavli de Física Teòrica de la Universitat de Califòrnia, Santa Bàrbara. Aquest és el regal més gran de la història de l'escola. La donació es va destinar a la construcció d'un edifici de residències dissenyat per Munger per als visitants de l'Institut Kavli en un esforç per reunir físics per intercanviar idees tal com va afirmar Munger, "per parlar entre ells, crear coses noves, fertilitzar idees".
El març de 2016, Munger va anunciar un regal de 200 milions de dòlars més a la UC Santa Barbara, condicionat al compromís de la universitat de gastar-lo en un dormitori universitari de disseny pioner de Munger, amb habitacions sense finestres, triplicant el regal rècord que va donar per a l'Institut Kavli per a Teòrics. Física.

## Vida personal
El 1945, mentre estudiava a Caltech, Munger es va casar amb Nancy Huggins, filla de Frederick R. Huggins i Edith M. Huggins. Era natural de Pasadena que havia estat companya de pis de la germana de Munger al Scripps College. Van tenir tres fills, Wendy Munger (antic advocat corporatiu, síndic de la Universitat Stanford i síndic de la Biblioteca Huntington), Molly Munger (advocada de drets civils i finançadora d'una iniciativa de votació per augmentar els impostos de Califòrnia per educació pública) i Teddy Munger (mort, leucèmia, 9 anys).
Després del divorci de Munger, es va tornar a casar al cap d'un parell d'anys. Del seu segon matrimoni amb Nancy Barry, filla de David Noble Barry Jr. i Emilie Hevener Barry, té quatre fills: el físic i activista republicà Charles T. Munger Jr., Emilie Munger Ogden, Barry A. Munger i Philip R Munger —i dos fillastra: William Harold Borthwick i David Borthwick.
El 22 de juliol de 2002, la primera esposa de Munger, Nancy Huggins Freeman, va morir de càncer. Tenia 76 anys.
El 6 de febrer de 2010, l'esposa de Munger, Nancy Barry Munger, va morir a casa seva. Tenia 86 anys.
Munger gaudeix de l'arquitectura i ha dissenyat diversos edificis, inclosos els dormitoris de la Universitat Stanford i la Universitat de Michigan, així com la casa on viu actualment.
Munger és republicà i ha donat les seves opinions sobre diversos temes polítics, incloses les polítiques de l'administració Trump. Munger afirma que "no és un republicà normal", per exemple, defensant "l'assistència mèdica per a tothom" com a solució al sistema sanitari nord-americà, "crec que hauríem de tenir medicaments d'un sol pagament". Munger va repetir els seus sentiments en una altra entrevista, elogiant el sistema de pagador únic de Singapur en contrast amb el sistema "boig" dels EUA, que és una "desgràcia nacional".
Als cinquanta anys, després d'una cirurgia fallida de cataractes oculars que va deixar cec l'ull esquerre, a Munger se li va treure l'ull esquerre a causa d'un dolor intens. Quan els metges li van dir que havia desenvolupat una afecció que podria fer que l'ull restant s'omplís de sang i quedés cec, Munger va començar a agafar classes de braille. Des de llavors, la malaltia ocular s'ha reduït i encara té vista a l'ull dret.